# Cupol
Cupol var ett svenskt skivbolag, självständigt 1947–1970, därefter i samarbete med amerikanska CBS, som senare köptes upp av Sony.
Bolaget startades 1947 av förre inspelningschefen på Sonora, Helge Roundquist, som också tog med sig artister och tekniker från Sonora. Inriktningen var huvudsakligen populärmusik, och med namn som Carl Jularbo, Karin Juel, Lapp-Lisa, Åke Grönberg, Harry Brandelius och Evert Taube, hade man kontrakt med de mest populära artisterna. Cupol blev därigenom Sonoras största konkurrent.
Roundquist var själv producent för de flesta inspelningarna fram till 1957, och chefstekniker Arthur Rydin, också hämtad från Sonora, medverkade vid många av inspelningarna. Man hade ingen egen studiolokal, utan utnyttjade Musikaliska Akademiens stora sal på Nybrokajen, och Radiotjänsts studior på Kungsgatan 8 som inspelningslokal, då med radions egna tekniker. I andra fall gjordes inspelningar i Södra flickläroverkets aula, KFUM:s studio på Birger Jarlsgatan eller Borgarskolans aula, då med Rydin, Erik Lundberg och Helge Jonsson som tekniker. Från 1959 användes också Europafilms studior i Mariehäll. Från 1952 använde man bandspelare för inspelningarna, och från 1953 började man ge ut EP-skivor. LP-skivor började produceras 1954, först enbart 10”, men från 1957 även 12”.
Ett uppmärksammat men kommersiellt misslyckat projekt gjordes 1948, då STIM hade bestämt sig för att spela in svenska tonsättare som dirigerade egna verk av lättare karaktär. Sexton skivor producerades 1948, både 10” och 12”. Olyckligtvis för Cupol lanserades LP-skivan samma år, och kom i början främst att användas för klassisk musik. Därigenom blev de svenska inspelningarna snabbt inaktuella. Ett annat intressant men okommersiellt projekt var att 1950 ge ut några av de inspelningar som Hjort Anders hade gjort i Sonorastudion några år tidigare, bekostat av konstnären Bror Hjorth; två skivor med 8 låtar som såldes ganska dåligt. Båda dessa satsningar gavs senare ut på CD.
Bättre gick det på schlagersidan, där man skördade framgångar med artister som Bertil Boo, Snoddas, Lars Lönndahl med flera. Bolaget var fortfarande ganska litet, som mest arbetade 20 personer där, ända fram till mitten av 1960-talet. Då började bolaget expandera något, i takt med att svensk popmusik blev mer populär. År 1970 slogs bolaget ihop med det relativt nystartade (1967) CBS Grammofon AB, en filial till det stora amerikanska bolaget Columbia Broadcasting System, och blev CBS-Cupol AB. Från 1973 hette bolaget CBS Records AB, och 1988 köptes CBS upp av Sony Music (nu Sony Music Entertainment).  Den sista Cupolinspelningen var Agnetha Fältskogs Elva kvinnor i ett hus, 1975. Cupol är nu bara en etikett bland många, och används ofta för återutgivningar av svenskt material.